# Abbaye de Kärkna
L'abbaye de Kärkna, en estonien Kärkna klooster, est une ancienne abbaye cistercienne située en Estonie. Fondée en 1233 ou 1234 par des moines venus d'Allemagne, elle constituait le plus ancien, mais aussi le plus vaste, des monastères estoniens ; elle disparaît lors de l'invasion russe d'Ivan le Terrible. Elle est aujourd'hui ruinée.

## Localisation
L'abbaye est située dans le village de Kärkna, lui-même situé dans la commune rurale de Tartu à treize kilomètres au nord-ouest de la ville du même nom, au bord de la rivière Amme (et).

## Histoire

### Fondation
L'abbaye est fondée en 1228 par le premier évêque de Tartu, Hermann von Buxhövden (et). La région étant dominée par des colons d'origine germanique, elle porte à cette époque le nom allemand de Falkenau ou Valken.

### Développement médiéval
À l'apogée, aux XIVe et XVe siècles, la communauté abbatiale compte environ quarante moines, sans compter les convers et les domestiques.

### Destruction de l'abbaye
L'abbaye est détruite en 1558 durant la guerre de Livonie par les troupes russes d'Ivan le Terrible, qui tuent une partie des moines et déportent les autres, dont l'abbé. Les bâtiments subsistants sont alors utilisés comme carrière de pierre et seul le moulin est conservé, quoique reconstruit au XVIIIe siècle.

## Architecture

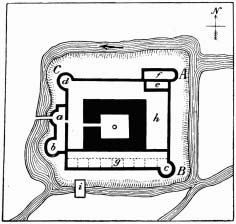
Plan sommaire de l'abbaye.

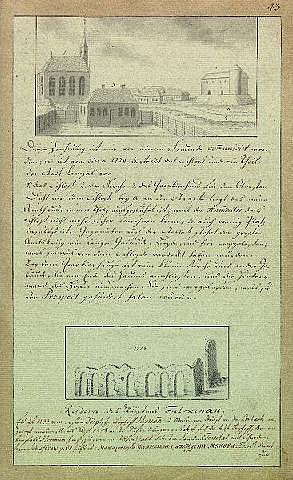
L'église et le logis abbatial, en 1774, d'après un document de Johann Christoph Brotze.

La région étant peu sûre, l'abbaye adopte le plan d'un château fort entouré de douves, le côté méridional étant naturellement protégé par l'Amme (et), qui permettait en outre l'implantation d'un moulin à eau, placé à l'angle sud-ouest de l'édifice.